# シャネルズ・ベスト2
『シャネルズ・ベスト2』（しゃねるず・べすと2）は、1982年10月21日に発売されたシャネルズ（後のラッツ&スター）2枚目のベスト・アルバム。

## 解説
- シャネルズ〜ラッツ&スターまでのアルバムで『シャネルズ・ベスト』と共に、CD化されていない。

## 収録曲
A面
1. 憧れのスレンダー・ガール
2. ラブ・ミー・ドゥ
3. サマー・ホリデー
4. もしかして、I LOVE YOU.
5. パシフィック（夏は罪つくり）
6. 涙のスウィート・チェリー

B面
1. 街角トワイライト
2. ハリケーン
3. ランナウェイ
4. トゥナイト
5. 夢見る16歳
6. 胸騒ぎのクリスマス

## 発売履歴
| 発売日        | 規格 | 規格品番 | 備考 |
| ------------- | ---- | -------- | ---- |
| 1982年11月1日 | LP   | 28.3H-71 |      |